# C17 (Jeans)
Pour les articles homonymes, voir C17.
C17 est une marque d'habits en denim, particulièrement de jeans. 
Créée en 1972 par la société de confection Desseilles dans le département de l'Aude, la marque C17 a connu son chiffre d'affaires le plus important dans les années 1980, où ses ventes étaient comparables à celles de la marque Levi's en Europe. Après avoir connu des difficultés à la fin des années 1990 et une liquidation de l'entreprise en 2008, la marque C17 a été reprise en 2019 par de nouveaux actionnaires pour l'Europe et l'Asie.

## Histoire

### Débuts
Avant de créer la marque C17, André Desseilles, un homme d'affaires a un atelier de confection à Quillan dans le département de l'Aude en 1942. En 1961, son entreprise s’installe à Castelnaudary, Quillan devenant une annexe. Sa société Desseilles travaille à façon[C'est-à-dire ?] pour des enseignes parisiennes, dont les Nouvelles Galeries, et sous-traite pour de grandes marques (Cacharel, Wrangler).
Symbole de la contreculture dans les années 1960, le jean devient populaire dans la décennie suivante. Ainsi, de nombreuses sociétés françaises se spécialisent dans sa fabrication. Ces « jeanners » sont rejoints par la haute couture dans les années 1970-1980. Desseilles se lance dans la fabrication de ses propres jeans en 1969. En 1972, il crée ainsi C17, un nom provenant de la lecture en transparence des lettres AD, initiales d'André Desseilles. La direction est à l'origine familiale assurée par le fondateur et ses deux fils, Robert et Gérard. Dans les années 1980, C17 devient une SA.
En 1984, le groupe C17 crée une nouvelle marque Berry’s portée par une société du même nom, destinée à commercialiser tous produits et accessoires de C17 (chaussures, etc.) et à fabriquer des jeans devant pénétrer la grande distribution. Berry’s permet de tester de nouveaux concepts tels que l’enseigne « C17 Avenue », dont la plupart des magasins sont situés dans le sud-ouest. La société C17 développe un réseau de franchises sous ce label C17 Avenue. Berry’s étant la marque d’appel et C17 la marque premium. 
C17 est présente à l'étranger grâce aux différents filiales de la société - Londres, Düsseldorf, Athènes, Barcelone - mais également un réseau d'agences - Bruxelles, Amsterdam, Copenhague, Tokyo, Toronto -. Des contrats de licence sont passés avec des distributeurs au Japon et en Grèce. Une boutique est ouverte à Londres. 
Malgré un marché déprimé passant de 22,4 millions de jeans vendus pour les personnes de plus de 15 ans en 1982 à 16,8 millions en 1985, C17 augmente ses ventes de jeans Denim de près de 20 % chaque année. Près de deux millions de jeans C17 sont vendus en 1986[source insuffisante]. En 1988 la société est au plus haut de ses ventes. Les capacités de fabrication sont accrues avec de nouvelles usines à Pezens et à Carcassonne. Le groupe possède en 1988 dix unités de production, 30 magasins, 5 agences commerciales et 9 sociétés de distribution à l’étranger. Plus de mille salariés travaillent pour C17. C17 est le deuxième distributeur de jeans en Europe, derrière Levi’s et diffuse jusque 3 millions d’articles par an. La société atteint 400 millions de francs de chiffre d’affaires.

### Le temps des difficultés
Alors que les grands concurrents ont commencé à délocaliser leurs productions, la SA C17 opte tardivement pour cette solution. Les difficultés s’accumulent. L'entreprise réduit sensiblement ses effectifs à la suite d'un redéploiement de ses activités de production à l'étranger. Sur les 700 salariés de Castelnaudary, 250 seulement sont affectés à la fabrication. Cela s’inscrit dans un plan de restructuration global, une partie de la production étant délocalisée, au Maroc dans un premier temps, puis aux Iles-Maurice dans un second.
Des filiales sont créées en Grande Bretagne, Allemagne et Espagne et des produits fabriqués sous licence en Grèce et au Japon. Début 1991, l'activité jeans C17 réalise un chiffre d'affaires de 342 millions de francs (714 millions de francs consolidés pour le groupe Desseilles, avec ses filiales étrangères et ses produits annexes), dont 35% à l’exportation.
Au printemps 1991, disposant d'un réseau de 120 boutiques, la société envisage d’ouvrir des magasins à Madrid et Barcelone, et trois points de vente en Grande-Bretagne, à Luxembourg et à Maastricht, aux Pays-Bas et C17 engage un processus d’ouverture de son capital.
Fin 1991, la société est reprise par le groupe grec Alexander Fashion et principal façonnier de C17.En 1992, l’enseigne Blue Stock remplace C17 Avenue. C’est un choix à la fois défensif en réponse aux Blue Box[réf. nécessaire] exploités par Teddy Smith lancés en 1990, et offensif pour trouver un concept plus en phase avec le produit C17. L’enseigne Blue Stock adopte un style caractérisé par des parquets bruts, des meubles travaillés en métal  vieilli, des tissus sud-américains bariolés et une façade  avec bleus délavés.
En 1993, C17 devient néerlandais avec la reprise de toutes ses actions par Ten Cate (groupe spécialisé dans les plastiques et les textiles spéciaux) et principal actionnaire d’Alexander Fashion. A ce moment-là, le chiffre d’affaires de la société qui était 4 ans auparavant de 342 millions de francs a chuté à 120 millions de francs et C17 accuse un passif de 1à 5 millions de francs. Une nouvelle équipe est nommée avec l’arrivée de Denis Girod à la direction générale et Jean-Claude Cavalié, ancien directeur de Lee Cooper Europe à la direction commerciale.

### Tentative de relance
En 1996, la marque tente un come-back en faisant appel à l’ancien codirigeant de Berry’s, Jean-Claude Velcin comme directeur commercial, et à Jacques Courthieu, son premier chef produit. Une démarche est entreprise pour fidéliser le réseau en s’appuyant sur sa proximité. 
Un testing est réalisé pour évaluer les produits. Celui-ci part de la reprise des magasins de l'enseigne Thiopel qui servent de laboratoires pour créer un  groupe pilote des vingt meilleurs magasins du réseau.
La société conserve une identité moyen haut de gamme avec sa marque C17 et des marques pour la grande distribution, telles que Buck Shannon ou Tex Mex, celle-ci étant destinée à Carrefour.  
Un magasin est ouvert pendant la Coupe du monde 1998 sur les Champs Élysée. Les résultats de la société se redressent. Cela ne suffit pas à remplir les objectifs de croissance assignés par Ten Cate qui démissionne. En 1998, Maître Jean-Jacques Savenier est nommé mandataire ad hoc.

### Dépôt de bilan, nouveaux actionnaires et cessation d'activité
Le 3 novembre 1998, la société dépose son bilan auprès du greffe du tribunal de commerce de Carcassonne. La SA C17 est alors repris par Ateca une société italienne présente dans le textile-habillement avec la marque Avirex. Pour Avirex qui est positionnée sur le chino, C17 permet d’élargir la gamme avec des produits complémentaires et de disposer d’un réseau de points de vente en France.
L’actionnaire principal d’Ateca, Edwin, est un groupe japonais spécialisé dans le sportswear. La présidence est assurée  par Alfredo Cionti et Nicolas Vratsidas est vice-président. Les fabrications sont délocalisées en Bulgarie. Gérard Desseilles fait son retour en tant que directeur général.
En 2000-2001, le chiffre d’affaires est de soixante millions d’euros. Dès 2002, la société connaît des difficultés et procède à des licenciements. La nouvelle politique ne porte pas ses fruits et la société se dirige vers sa fin. Le 9 mars 2007, décision est prise de ne plus vendre par le réseau de détail.

### Nouvelle relance de C17
En 2020, la marque est relancée sous la supervision du britannique Ravi Grewal, propriétaire d'un multimarque de prêt-à-porter masculin à Londres dénommé Stuarts London. Elle sera d'abord disponible au Royaume-Uni et en Italie, puis dans un second temps sur d'autres marchés, dont la France et les États-Unis. 

## Création et style
D'abord ne proposant que des pantalons jeans en denim, C17 se centre sur le concept du jeanswear pour hommes et femmes avec le lancement en denim de chemises, tee-shirts, sweets visant essentiellement la clientèle des 15-25 ans et décline différentes lignes : country western, university et new look.
Après une première époque où André Desseilles dessine et conçoit les produits lui-même, la société fait appel dans les années 1980 pour ses créations à Jean Elbaz, Pierre Morrisset, Eddy Olmo.
La société lance le pull jean, lequel est fabriqué dans de la laine coton teinté indigo. En 1986, C17 est le premier fabricant de jeans à tricoter un coton indigo lavé à la pierre. Cette même année 1986, la société fait appel à un styliste vénitien Claudio Buziol, créateur de Replay qui rejoint l'équipe en place composée alors de Bernard Villaret et d'Eddy Olmo. 
En 1996, C17 lance une salopette en denim polyester. Avec ce produit, la société déclare vouloir être présente « sur les créneaux du snowboard, de la beachculture, du streetwear du clubbing (mouvance rave) ou de la mouvance cool ». Deux jeunes stylistes sont embauchés. L’accent pour les collections homme est mis sur le graphisme.
Avec Avirex Ateca en 2000, le style est piloté par l'Italie en collaboration avec Evelyne Soplantila, avec la participation de Constantin Vratsidas et de Jean Pierre Adani ancien responsable des unités de production de sociétés (Babygro, Liberto, etc.) lequel a été un des porteurs du projet d’acquisition. La stratégie est d’élargir la gamme de streets wear. Pour le « fashion »[C'est-à-dire ?], C17 se décline maintenant en anglais et devient «C-seventeen».
Après plusieurs années d'arrêt, la marque, revient avec une collection reprenant certains de ses modèles d'archives, en reprenant les coupes amples emblématiques des années 1990,.